# Mig og dig (film fra 2006)
 For alternative betydninger, se Mig og dig. (Se også artikler, som begynder med Mig og dig)
Mig og dig er en dansk dokumentarfilm/doku-komedie af Max Kestner fra 2006, om den vanskelige vej til stjernerne og om det spøjse venskab mellem Rasmus Nøhr og Morten Holm.

## Medvirkende
- Rasmus Nøhr
- Morten Holm
- Gustav (Gus) Hansen
- Mik Christensen
- Nick Foss

## Eksterne Henvisninger
- Mig og dig på Internet Movie Database (engelsk)
- Mig og dig på Filmdatabasen
- Mig og dig på The Movie Database (engelsk)